# إبراهيم باشا البوشاطي الإشقودري
إبراهيم باشا البوشاطي الإشقودري هو سياسي عثماني شغل منصب والي في الدولة العثمانية.

## مناصبه
تولى المناصب التالية:
- سنجق بك إشقودرة (1796–1810)